# Найкращі з найкращих 3
Найкращі з найкращих 3 (англ. Best of the Best 3: No Turning Back) — американський фільм бойових мистецтв 1995 року. Режисером фільму став Філліп Рі. Це третій фільм у циклі «Найкращі з найкращих». У фільмі також знялися Крістофер Макдональд, Джина Гершон, Ді Воллес.

## Сюжет
У провінційному містечку Ліберті група неонацистів спалює місцеву церкву і вбиває пастора. Банда фашистів відчуває себе серед місцевого населення абсолютно безкарно. Томмі Лі рятує від нацистів Марго, коли бандити переслідували її автомобіль на дорозі. Це сильно розлютило нацистів і вони знову спробували напасти на дівчину. Бачачи, що ситуація виходить з під контролю, Томмі об'єднує свої зусилля з місцевим шерифом Джеком і дає відсіч головорізам.

## У ролях
| Актор                | Роль               |
| -------------------- | ------------------ |
| Філліп Рі            | Томмі Лі           |
| Крістофер Макдональд | шериф Джек Баннінг |
| Джина Гершон         | Марго Престон      |
| Марк Ролстон         | Донні Гансен       |
| Ді Воллес            | Джоржія            |
| Майкл Бейлі Сміт     | Крихітка           |
| Андра Ворд           | преподобний Фелпс  |
| Рональд Лі Ермі      | проповідник Браян  |